# Kalimanggis Wetan
Kalimanggis Wetan is een bestuurslaag in het regentschap Kuningan van de provincie West-Java, Indonesië. Kalimanggis Wetan telt 4249 inwoners (volkstelling 2010).